# 7973 Коппершаар
7973 Коппершаар (7973 Koppeschaar) — астероїд головного поясу, відкритий 29 вересня 1973 року.
Тіссеранів параметр щодо Юпітера — 3,292.
Названий на честь письменника Карла Еґона Коппершаара, науковця з Голландії що популяризує астрофізику та космічну науку.